# Сим Са Джон
Сим Са Джон (кор. 심사정?, 沈師正?; 1707—1769) — корейский художник. Его учителем был корейский живописец Чон Сон, под чьим влиянием он находился. Создавал картины почти во всех жанрах: «академическая живопись» (문인화), пейзаж (산수화), анималистика (영모화), портрет. К пятидесятилетию сформировал собственный уникальный стиль изображения природы, основанный на китайской живописи династии Цзинь.

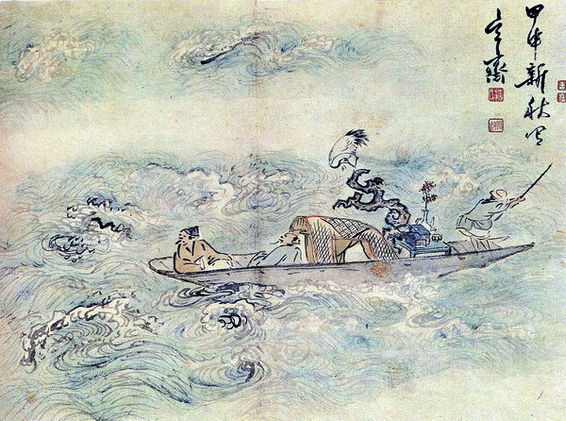
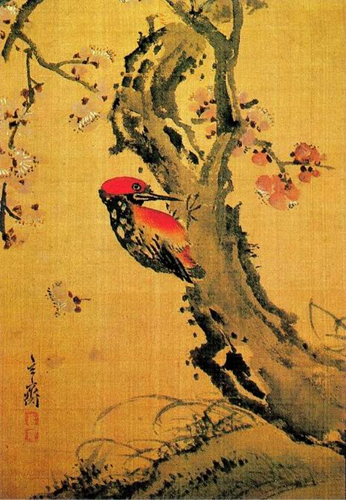
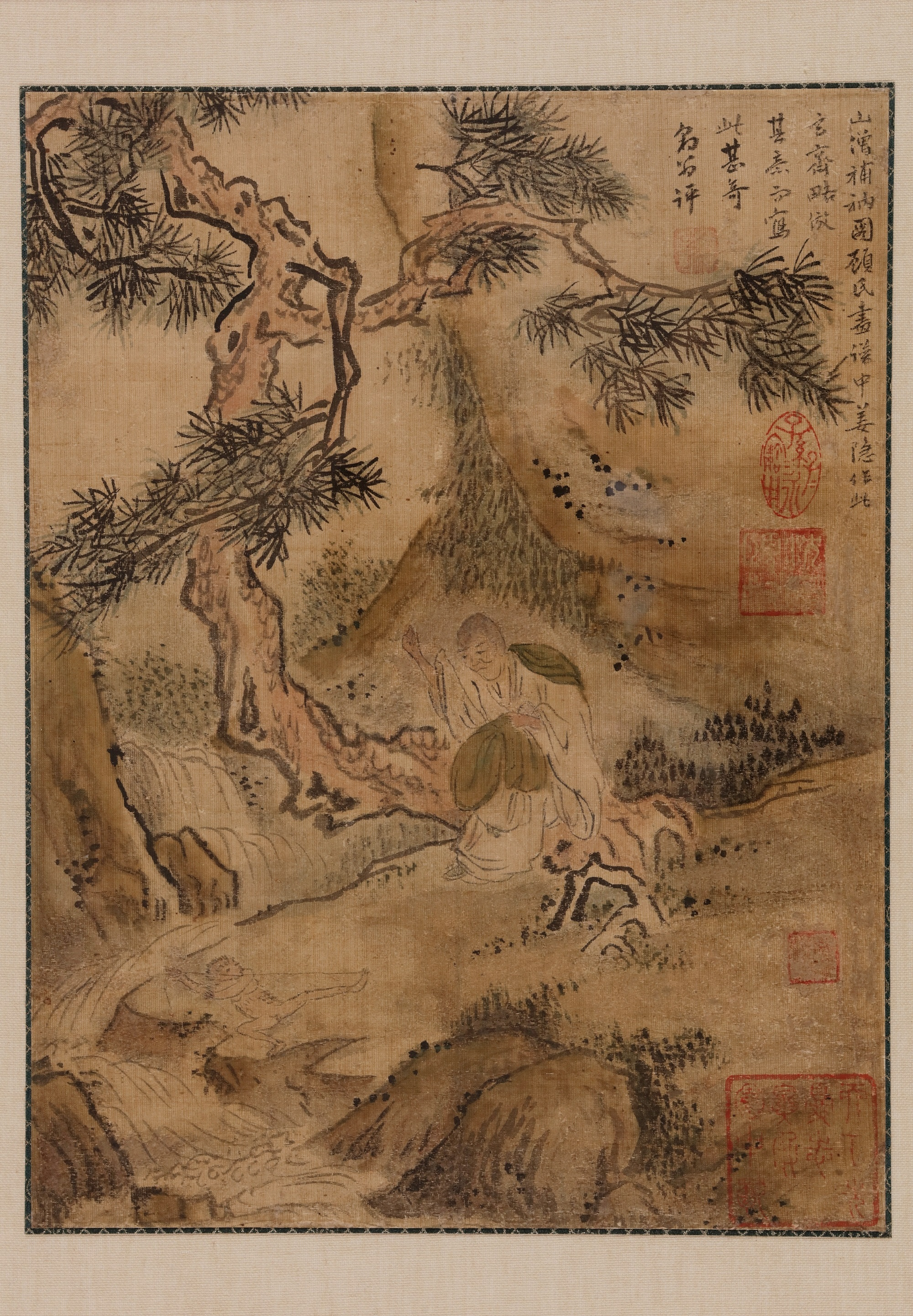